# Wedge Tomb von Berneens

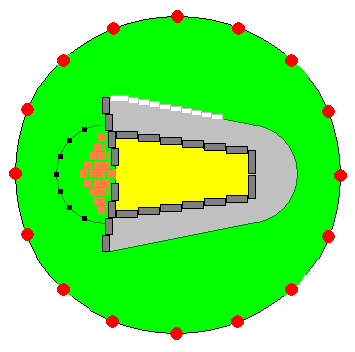
Prinzipskizze Wedge Tomb am Beispiel von Island

Das Wedge Tomb von Berneens liegt auf einer Anhöhe östlich der Straße, im beiderseits der R480 gelegenen gleichnamigen Townland zwischen Ballyvaughan und Lisdoonvarna im Burren im County Clare in Irland. Wedge Tombs (deutsch „Keilgrab“, früher auch wedge-shaped gallery grave genannt) sind doppelwandige, ganglose, mehrheitlich ungegliederte Megalithanlagen der späten Jungsteinzeit und der frühen Bronzezeit. Neben Court Tombs, Portal Tombs und Passage Tombs sind besonders Wedge Tombs typisch für die Westhälfte Irlands.
Die trapezoide Kammer ist etwa 4,0 m lang, am Westende 1,3 m und am Ostende und 90 cm breit. Die Höhe fällt von 2,1 m im Westen auf 0,55 m im Osten ab. Erhalten sind der Deckstein und die aus nur je einer Platte bestehende Nord- (jetzt gerissen) und Westseite. Der Deckstein ist 4,25 m lang und verjüngt sich von 1,95 m Breite am West- auf 90 cm Breite am Ostende. Das aus dünnen Kalksteinplatten gebaute Wedge Tomb erscheint von einer Seite vollständig, aber die Südseite ist zerlegt. Sie wurde durch eine Mauer ersetzt. Ein niedriger Resthügel zeichnet die Ausdehnung des ursprünglichen Cairns nach.
800 m südlich liegt das Wedge Tomb von Gleninsheen.